# Stevns Klint
Stevns Klint je 15 km duga i fosilima bogata litica od bijele krede oko 6 km jugozapadno od grada Store Heddingea na danskom otoku Zelandu. Najznačajnija je jer najočitije od svih mjesta na svijetu prikazuje granicu između geoloških razdoblja krede i paleogena (tj. Kredsko-tercijarsko masovno izumiranje). 
Naime, na ovom mjestu su zabilježeni ostaci oblaka pepela koji je nastao prilikom udara golemog Chicxulub meteorita prije oko 65 milijuna godina. Danas većina znanstvenika vjeruje kako je uravo ovaj događaj izravno prouzročio najveće masovno izumiranje preko 50% živog svijeta na zemlji. Epicentar udara je bio u oceanu nadomak obale Yucatana u Meksiku. Stevns Klint nudi izvanredne vidljive fosile koji pokazuju potpunu smjenu i obnovu faune i mikrofaune nakon masovnog istrebljenja, te je zbog toga 2014. godine upisan na UNESCO-ov popis mjesta svjetske baštine u Europi.
Stijene otkrivaju najviše dijelove faunalnog stadija krede, mastrihta (prije 72 do 66 milijuna godina), i najniže dijelove stadija paleocena, dana (prije 66 do 62 milijuna godina). Crni sloj riblje gline, nekoliko centimetara gust, zagađen je iridijem, što jasno tvori granicu krede i paleogena. Ovi slojevi se također mogu vidjeti i u dubinama tunela Stevnsforteta, hladnoratovske utvrde koja je izgrađena 1953. god. (izgrađene tu jer su stijene mahovnjačke krede izuzetno otporne na udare nuklearnog oružja.

### Ostali projekti
|  | Zajednički poslužitelj ima još gradiva o temi Stevns Klint |